# Ahmed
Ahmed je moško osebno ime.

## Izvor imena
Ime Ahmed izhaja iz arabskega imena Ahmäd v pomenu »zelo pohvaljen; najbolj pohvaljen«. Skrajšana oblika imena Ahbed je Ahmo. Obe imeni imajo na Slovenskem muslimanski priseljenci iz republik bivše Jugoslavije in njihovi potomci.

## Različici imena
Ahmet, Ahmo

## Pogostost imena
Po podatkih Statističnega urada Republike Slovenije je bilo na dan 31. decembra 2007 v Sloveniji število moških oseb z imenom Ahmed: 50.

## Osebni praznik
V koledarju je ime  Ahmed uvrščeno k imenu Dragoceni, to pa k imenu Drago oziroma Karel.